# Élections législatives de 1981 en Charente-Maritime
Les élections législatives françaises de 1981 en Charente-Maritime se déroulent les 14 et 21 juin 1981.

## Élus
| Circonscription | Député sortant         | Parti | Parti    | Député élu ou réélu    | Parti | Parti    |
| --------------- | ---------------------- | ----- | -------- | ---------------------- | ----- | -------- |
| 1re             | Michel Crépeau         |       | MRG      | Michel Crépeau         |       | MRG      |
| 2e              | Jean-Guy Branger       |       | UDF (AD) | Jean-Guy Branger       |       | UDF (AD) |
| 3e              | Roland Beix            |       | PS       | Roland Beix            |       | PS       |
| 4e              | Philippe Marchand      |       | PS       | Philippe Marchand      |       | PS       |
| 5e              | Jean-Noël de Lipkowski |       | RPR      | Jean-Noël de Lipkowski |       | RPR      |

## Positionnement des partis
Le Parti socialiste et le Mouvement des radicaux de gauche présentent des candidats communs tandis que la majorité sortante RPR-UDF-CNIP se présente sous le sigle « Union pour la nouvelle majorité ». Enfin, le Parti communiste présente des candidats sous l'appellation « majorité d'union de la gauche » et le Parti socialiste unifié sous l'étiquette « Alternative 81 ».

## Résultats

### Résultats à l'échelle du département
| Parti          | Parti                              | Premier tour | Premier tour | Second tour | Second tour | Sièges |
| Parti          | Parti                              | Voix         | %            | Voix        | %           | Sièges |
| -------------- | ---------------------------------- | ------------ | ------------ | ----------- | ----------- | ------ |
|                | Parti socialiste                   | 78 543       | 32,18        | 49 238      | 29,27       | 2      |
|                | Parti communiste français          | 31 852       | 13,05        |             |             | 0      |
|                | Mouvement des radicaux de gauche   | 30 260       | 12,40        | 43 684      | 25,97       | 1      |
|                | Majorité présidentielle            | 140 655      | 57,63        | 92 922      | 55,24       | 3      |
|                |                                    |              |              |             |             |        |
|                | Rassemblement pour la République   | 56 042       | 22,96        | 32 549      | 19,35       | 1      |
|                | Union pour la démocratie française | 42 685       | 17,49        | 42 744      | 25,41       | 1      |
|                | Divers droite                      | 950          | 0,39         |             |             | 0      |
|                | Union pour la nouvelle majorité    | 99 677       | 40,84        | 75 293      | 44,76       | 2      |
|                |                                    |              |              |             |             |        |
|                | Parti socialiste unifié            | 3 002        | 1,23         |             |             | 0      |
|                | Divers écologiste                  | 766          | 0,31         | 0           |             |        |
|                |                                    |              |              |             |             |        |
| Inscrits       | Inscrits                           | 366 955      | 100,00       | 234 637     | 100,00      | 5      |
| Abstentions    | Abstentions                        | 118 279      | 32,23        | 63 824      | 27,2        |        |
| Votants        | Votants                            | 248 676      | 67,77        | 170 813     | 72,8        |        |
| Blancs et nuls | Blancs et nuls                     | 4 576        | 1,84         | 2 598       | 1,52        |        |
| Exprimés       | Exprimés                           | 244 100      | 98,16        | 168 215     | 98,48       |        |

### Résultats par circonscription

#### Première circonscription (La Rochelle)
| Candidat       | Candidat                     | Parti          | Premier tour | Premier tour | Second tour | Second tour |  |
| Candidat       | Candidat                     | Parti          | Voix         | %            | Voix        | %           |  |
| -------------- | ---------------------------- | -------------- | ------------ | ------------ | ----------- | ----------- |  |
|                | Michel Crépeau sortant réélu | MRG            | 30 260       | 48,23        | 43 684      | 65,41       |  |
|                | François Blaizot             | UDF (CDS)      | 20 191       | 32,18        | 23 106      | 34,59       |  |
|                | Léon Belly                   | PCF            | 9 513        | 15,16        |             |             |  |
|                | Claude Latrille              | PSU            | 1 825        | 2,91         |             |             |  |
|                | Georges Allain               | Divers droite  | 950          | 1,51         |             |             |  |
|                |                              |                |              |              |             |             |  |
| Inscrits       | Inscrits                     | Inscrits       | 98 209       | 100,00       | 98 203      | 100,00      |  |
| Abstentions    | Abstentions                  | Abstentions    | 34 635       | 35,27        | 30 352      | 30,91       |  |
| Votants        | Votants                      | Votants        | 63 574       | 64,73        | 67 851      | 69,09       |  |
| Blancs et nuls | Blancs et nuls               | Blancs et nuls | 835          | 1,31         | 1 061       | 1,56        |  |
| Exprimés       | Exprimés                     | Exprimés       | 62 739       | 98,69        | 66 790      | 98,44       |  |

#### Deuxième circonscription (Rochefort)
| Candidat       | Candidat                       | Parti          | Premier tour | Premier tour | Second tour | Second tour |  |
| Candidat       | Candidat                       | Parti          | Voix         | %            | Voix        | %           |  |
| -------------- | ------------------------------ | -------------- | ------------ | ------------ | ----------- | ----------- |  |
|                | Jean-Guy Branger sortant réélu | UDF (AD)       | 17 197       | 49,00        | 19 638      | 51,06       |  |
|                | Michel Fort                    | PS             | 11 939       | 34,02        | 18 822      | 48,94       |  |
|                | Gérard Moreau                  | PCF            | 4 784        | 13,63        |             |             |  |
|                | Jean-Marc Roirant              | PSU            | 1 177        | 3,35         |             |             |  |
|                |                                |                |              |              |             |             |  |
| Inscrits       | Inscrits                       | Inscrits       | 51 942       | 100,00       | 51 937      | 100,00      |  |
| Abstentions    | Abstentions                    | Abstentions    | 16 387       | 31,55        | 12 986      | 25          |  |
| Votants        | Votants                        | Votants        | 35 555       | 68,45        | 38 951      | 75          |  |
| Blancs et nuls | Blancs et nuls                 | Blancs et nuls | 458          | 1,29         | 491         | 1,26        |  |
| Exprimés       | Exprimés                       | Exprimés       | 35 097       | 98,71        | 38 460      | 98,74       |  |

#### Troisième circonscription (Saint-Jean-d'Angély)
|                | Roland Beix sortant réélu | PS             | 19 786 | 54,05  |  |  |  |
|                | Ivan de Limur             | RPR (UNM)      | 8 627  | 23,57  |  |  |  |
|                | François Haut             | UDF (PR)       | 5 297  | 14,47  |  |  |  |
|                | Paul Spaggiari            | PCF            | 2 897  | 7,91   |  |  |  |
|                |                           |                |        |        |  |  |  |
| Inscrits       | Inscrits                  | Inscrits       | 52 672 | 100,00 |  |  |  |
| Abstentions    | Abstentions               | Abstentions    | 15 531 | 29,49  |  |  |  |
| Votants        | Votants                   | Votants        | 37 141 | 70,51  |  |  |  |
| Blancs et nuls | Blancs et nuls            | Blancs et nuls | 534    | 1,44   |  |  |  |
| Exprimés       | Exprimés                  | Exprimés       | 36 607 | 98,56  |  |  |  |

#### Quatrième circonscription (Saintes)
|                | Philippe Marchand sortant réélu | PS             | 28 404 | 53,24  |  |  |  |
|                | Bruno Albert                    | RPR (UNM)      | 19 381 | 36,33  |  |  |  |
|                | Antoine Egéa                    | PCF            | 5 567  | 10,43  |  |  |  |
|                |                                 |                |        |        |  |  |  |
| Inscrits       | Inscrits                        | Inscrits       | 79 630 | 100,00 |  |  |  |
| Abstentions    | Abstentions                     | Abstentions    | 25 249 | 31,71  |  |  |  |
| Votants        | Votants                         | Votants        | 54 381 | 68,29  |  |  |  |
| Blancs et nuls | Blancs et nuls                  | Blancs et nuls | 1 029  | 1,89   |  |  |  |
| Exprimés       | Exprimés                        | Exprimés       | 53 352 | 98,11  |  |  |  |

#### Cinquième circonscription (Royan)
| Candidat       | Candidat                             | Parti             | Premier tour | Premier tour | Second tour | Second tour |  |
| Candidat       | Candidat                             | Parti             | Voix         | %            | Voix        | %           |  |
| -------------- | ------------------------------------ | ----------------- | ------------ | ------------ | ----------- | ----------- |  |
|                | Jean-Noël de Lipkowski sortant réélu | RPR (UNM)         | 28 034       | 49,79        | 32 549      | 51,69       |  |
|                | Henri-Georges Dubois                 | PS                | 18 414       | 32,70        | 30 416      | 48,31       |  |
|                | Jean Papeau                          | PCF               | 9 091        | 16,15        |             |             |  |
|                | Gilles Goldnadel                     | Divers écologiste | 766          | 1,36         |             |             |  |
|                |                                      |                   |              |              |             |             |  |
| Inscrits       | Inscrits                             | Inscrits          | 84 502       | 100,00       | 84 497      | 100,00      |  |
| Abstentions    | Abstentions                          | Abstentions       | 26 477       | 31,33        | 20 486      | 24,24       |  |
| Votants        | Votants                              | Votants           | 58 025       | 68,67        | 64 011      | 75,76       |  |
| Blancs et nuls | Blancs et nuls                       | Blancs et nuls    | 1 720        | 2,96         | 1 046       | 1,63        |  |
| Exprimés       | Exprimés                             | Exprimés          | 56 305       | 97,04        | 62 965      | 98,37       |  |